# Skånes Innebandyförbund
Skånes Innebandyförbund (SkIBF) är ett specialdistriktsförbund för organiserad innebandy i Sverige. Skånes Innebandyförbund bildades den 8 november 1983. Förbundets kontor ligger på Malmö Arena i Malmö.